# Rosso Cònero
Mit dem Namen Rosso Cònero DOC werden italienische Rotweine bezeichnet. Sie werden in der Provinz Ancona, Region Marken angebaut. Der Wein besitzt seit 1967 eine „kontrollierte Herkunftsbezeichnung“ (Denominazione di origine controllata – DOC), die zuletzt am 7. März 2014 aktualisiert wurde.

## Erzeugung
Der Rotwein muss zu mindestens 85 % aus der Rebsorte Montepulciano bestehen. Höchstens 15 % andere rote Rebsorten, die für den Anbau in der Region Marken zugelassen sind, dürfen zugesetzt werden.

## Anbau
Anbau und Vinifikation dieser Weine sind nur in der Provinz Ancona in der Region Marken gestattet. Die zugelassenen Gemeinden sind: Ancona, Offagna, Camerano, Sirolo, Numana und Teile der Gemeinden Castelfidardo und Osimo. Der Wein wächst auf den kreidehaltigen Lehmböden der Hänge des 572 m hohen Monte Conero südlich von Ancona.
Im Jahr 2016 wurden von 125 ha rund 11.370 Hektoliter DOC-Wein hergestellt.

## Beschreibung
Gemäß Denomination:
Rosso Cònero
- Farbe: rubinrot
- Geruch: angenehm, weinig
- Geschmack: fruchtig, ausgewogen, trocken, vollmundig
- Alkoholgehalt: mindestens 11,5 Vol.-%
- Säuregehalt: mind. 4,5 g/l
- Trockenextrakt: mind. 22,0 g/l